# 175th Street
175th Street, conosciuta anche come 175th Street-George Washington Bridge Bus Terminal, è una fermata della metropolitana di New York situata sulla linea IND Eighth Avenue. Nel 2019 è stata utilizzata da 4 182 625 passeggeri. È servita dalla linea A, attiva 24 ore su 24.

## Storia
La stazione fu aperta il 10 settembre 1932.

## Strutture e impianti
La stazione è sotterranea, ha una banchina ad isola e due binari. È posta al di sotto di Fort Washington Avenue e il mezzanino è dotato di sei ingressi, quattro all'incrocio con 177th Street e due all'incrocio con 175th Street, e di un corridoio di collegamento con il vicino George Washington Bridge Bus Terminal. Un ascensore nell'angolo nord-est dell'incrocio con 177th Street rende la stazione accessibile alle persone con disabilità motoria.

## Interscambi
Il vicino George Washington Bridge Bus Terminal è servito da diverse autolinee gestite da NYCT Bus e NJT Bus.
- Fermata autobus